# Aceste
Aceste o Egeste (in latino Ăcestēs, -ae) fu un re siciliano mitologico, figlio del dio fluviale Crimiso e di una donna troiana, Egesta, che era stata inviata qui dal padre per evitare alcune creature pericolose che infestavano la sua città natale.
Allevato in Sicilia, qui apprese i costumi e la lingua dell'isola; quando Troia venne attaccata dai Greci, vi si recò per difendere la città senza però riuscire a evitarne la fine; così, tornando in Sicilia, portò con sé Elimo e le sue tre navi. Si dice anche che quando Egeste fondò Segesta, venne aiutato dai compagni di Filottete; Virgilio riporta la leggenda secondo cui Segesta sarebbe stata fondata da Enea per far riposare i vecchi e le donne, dopo che queste avevano incendiato le navi poco prima di riprendere il viaggio.
Le sue vicende sono narrate in particolare da Virgilio in vari punti dell'Eneide (in particolare nel libro V). Il re siculo accoglie favorevolmente Enea nel suo regno e celebra il rituale di sepoltura per Anchise sul monte Erice. Ospita poi un'altra volta Enea quando, lasciata Didone, farà tappa a Drepanon nella sua rotta verso l'Italia: ai giochi funebri in onore di Anchise egli vincerà la gara di tiro con l'arco.

## Fonti
- Virgilio, Eneide I, 195 e 550 ss.; V, 36 ss. e 711 ss.
- Licofrone, Alexandra, 951 ss.